# Crella plana
Crella plana är en svampdjursart som beskrevs av Picton och Goodwin 2007. Crella plana ingår i släktet Crella och familjen Crellidae. Inga underarter finns listade i Catalogue of Life.